# Сводная таблица Кубка Либертадорес

Сводная таблица Кубка Либертадорес учитывает результаты всех матчей, количество побед, ничьих, поражений, разницу забитых и пропущенных голов, а также количество набранных очков с момента основания турнира в 1960 году до последнего розыгрыша 2021 года.
Учтены результаты последнего турнира — Кубок Либертадорес 2021.
Уч. — участий в розыгрышах турнира 
Тит. — количество завоёванных титулов 
И — общее число проведённых игр 
В — выиграно матчей 
Н — сыграно ничьих 
П — проиграно матчей 
ГЗ — голов забито 
ГП — голов пропущено 
РГ — разница голов 
О — набрано очков 
% — процент набранных очков